# Nスタみやぎ
『Nスタみやぎ』（エヌスタみやぎ）は、2010年3月29日より東北放送（TBCテレビ）で放送している平日夕方のローカルニュース番組である。ステレオ放送・ハイビジョン制作を実施。

## 概要
本番組は2010年3月29日、夕方のJNNニュース枠が『総力報道!THE NEWS』から『Nスタ』へ変更されることを機にスタートした。キャスターには『総力報道!THE NEWS TBC』から若生哲旺・川尻友紀子、そして新規に金曜キャスターとして守屋周・大久保悠（全てTBCアナウンサー）が起用された。
2011年4月1日、前番組からキャスターを務めていた若生・川尻両アナが降板。新キャスターにかつて『ただいまワイド』や『ぐらまらす火曜館（→体感TVぐらまらす）』などでMCを務めていた石川太郎、木・金曜キャスターとして林朝子（いずれもTBCアナウンサー）が起用された。なお金曜はメインキャスターはスポーツ担当アナウンサーがシフトで登場となった（前任の守屋の他に飯野雅人、松尾武、山本義幸が担当した）。
2011年10月-2012年3月までは、月〜木曜のスポーツコーナーはスポーツキャスター不在でキャスターが兼任となったが、2012年4月からは再び専任キャスターがシフトで登場した。
2012年4月より金曜キャスターにこれまで不定期で金曜のメインキャスターだった松尾武が起用された（松尾は金曜にラジオの生放送ランチボックス-Lとの掛け持ちとなった）。5月には月〜金曜の気象キャスターに福岡良子が起用された。
2012年10月1日より、16:50スタートに変更（16:53 - 18:15は『Nスタ』を内包する）。
2013年4月1日よりキャスターが変更となり、月〜水曜は石川と林が引き続き担当するが、木・金曜は『（グッデイみやぎ→）ウォッチン!みやぎ』でMCを務めていた横山義則記者と、『One Switch Cafe』から菊地舞美アナウンサーが新たに担当となった。また、以前はテーマソングは『Nスタ』と同じのものが使われていたが、capsuleの「空飛ぶ都市計画」が使用された。スタジオセットのリニューアル工事も行われ、白を基調としたデザインに改めた。
2013年9月5日より木・金曜は菊地舞美アナウンサーから薄井しお里アナウンサーに代わった。しかし2014年3月より薄井に代わり林が木曜、金曜を担当するようになり、3月28日をもって薄井は正式降板となり、4月より林が正式に木曜、金曜も担当となり、月 - 金曜全て担当となった。
2014年3月31日より新潟放送に続いてTBCでも『Nスタ・第0部』（当時はTBSでも15:50開始）の新規ネットを開始した。それに伴って『Nスタみやぎ早版』（以下『早版』）が15:48 - 15:50に移動。
2014年10月6日より『Nスタ・第0部』がTBSでも15:53からの放送となったのに伴い、『早版』の放送が15:51 - 15:53に移動。
2015年3月30日より女性キャスターが月曜、火曜に2年目の荒井美由起アナウンサーとなり、林アナウンサーは水曜-金曜に担当曜日が変更。また気象予報士も星野誠、佐藤正則、尾崎尚之が不定期に担当。
2016年3月28日より横山記者が降板し、月曜から木曜は石川アナが、金曜はスポーツコーナーを担当していた菅生翔平アナウンサーが担当。
2016年10月3日より『Nスタ・第0部』の放送開始時刻がTBSでも15:50に繰り上がり、『早版』は『Nスタ・第0部』のTBSでのCM中の時間帯を利用して、同番組内で16:41頃からの放送に変わった。更に2017年4月3日から『早版』の放送時間が『Nスタ・第0部』のTBSでのCM中の時間帯を利用して、同番組内で15:55頃からの放送に繰り上がった。
2017年4月にテーマ曲を本家『Nスタ』と同じ楽曲(曲名・作曲者不明)へ変更してから2025年3月28日まで『Nスタみやぎ』はこのテーマ曲を使用し続けていた。なお、本家『Nスタ』は2020年9月21日、2023年3月27日にそれぞれテーマ曲を一新している。隣県のJNN系列局であるテレビユー福島の『Nスタふくしま』、テレビユー山形の『Nスタやまがた』は最新の『Nスタ』の楽曲を使用していた。
2025年3月31日からは最新の『Nスタ』と同じ楽曲に変更されている。
2019年4月1日より『早版』が15:40 - 15:49に繰り上がった（これによりCBCテレビ制作『ゴゴスマ -GO GO!Smile!-』は通常時15:40に飛び降りと変更となったが、『Nスタ・第0部』を東北放送が臨時非ネットにするもしくはTBS自体同パートを臨時に放送しない際には『ゴゴスマ』を臨時フルネット〈同日より制作局・TBSをはじめとする一部ネット局では15:49まで〉する場合がある）。
2020年2月17日より終了時間が19:00に変更となった。
2020年3月をもって、2011年から9年間キャスターをした石川太郎アナウンサーが降板。新たに後藤舜アナウンサーがキャスターとなった。
2021年4月より大久保アナウンサーに代わって、三浦菜摘アナウンサーに変更。
2022年4月から菅生アナウンサーに代わって後藤アナウンサーが月曜～金曜担当となった。そして尾崎気象予報士がスポーツ部異動に伴い、佐藤正則気象予報士が2年ぶりに復帰。

## 出演者
特記のない場合、気象キャスター以外は全てTBCアナウンサー。気象キャスターは全て私立TBC気象台所属の気象予報士。

### 歴代キャスター
| 期間      | 期間      | 男性メイン | 男性メイン | 男性メイン | 男性メイン   | 女性メイン | 女性メイン | 女性メイン | 女性メイン        | 気象キャスター           | 気象キャスター           | 気象キャスター           | 気象キャスター           |
| 期間      | 期間      | 月・火曜日 | 水曜日     | 木曜日     | 金曜日       | 月・火曜日 | 水曜日     | 木曜日     | 金曜日            | 月曜日                   | 火曜日                   | 水・木曜日               | 金曜日                   |
| --------- | --------- | ---------- | ---------- | ---------- | ------------ | ---------- | ---------- | ---------- | ----------------- | ------------------------ | ------------------------ | ------------------------ | ------------------------ |
| 2010.3.29 | 2011.4.1  | 若生哲旺   | 若生哲旺   | 若生哲旺   | 守屋周       | 川尻友紀子 | 川尻友紀子 | 川尻友紀子 | 大久保悠          | 尾崎尚之                 | 尾崎尚之                 | 酒井紀子                 | 酒井紀子                 |
| 2011.4.4  | 2012.3.30 | 石川太郎   | 石川太郎   | 石川太郎   | （週替わり） | 大久保悠   | 大久保悠   | 林朝子     | 林朝子            | 尾崎尚之                 | 尾崎尚之                 | 酒井紀子                 | 酒井紀子                 |
| 2012.4.2  | 2012.4.30 | 石川太郎   | 石川太郎   | 石川太郎   | 松尾武       | 大久保悠   | 大久保悠   | 林朝子     | 林朝子            | 尾崎尚之                 | 尾崎尚之                 | 尾崎尚之                 | 星野誠                   |
| 2012.5.1  | 2013.3.29 | 石川太郎   | 石川太郎   | 石川太郎   | 松尾武       | 大久保悠   | 大久保悠   | 林朝子     | 林朝子            | 福岡良子                 | 福岡良子                 | 福岡良子                 | 福岡良子                 |
| 2013.4.1  | 2013.8.30 | 石川太郎   | 石川太郎   | 横山義則   | 横山義則     | 林朝子     | 林朝子     | 菊地舞美   | 菊地舞美          | 星野誠                   | 尾崎尚之                 | 尾崎尚之                 | 佐藤正則                 |
| 2013.9.2  | 2014.3.28 | 石川太郎   | 石川太郎   | 横山義則   | 横山義則     | 林朝子     | 林朝子     | 薄井しお里 | 薄井しお里        | 星野誠                   | 尾崎尚之                 | 尾崎尚之                 | 佐藤正則                 |
| 2014.3.31 | 2015.3.27 | 石川太郎   | 石川太郎   | 横山義則   | 横山義則     | 林朝子     | 林朝子     | 林朝子     | 林朝子            | 尾崎尚之 星野誠          | 尾崎尚之 星野誠          | 尾崎尚之 星野誠          | 佐藤正則                 |
| 2015.3.30 | 2016.3.25 | 石川太郎   | 石川太郎   | 横山義則   | 横山義則     | 荒井美由起 | 林朝子     | 林朝子     | 林朝子            | 尾崎尚之 星野誠 佐藤正則 | 尾崎尚之 星野誠 佐藤正則 | 尾崎尚之 星野誠 佐藤正則 | 尾崎尚之 星野誠 佐藤正則 |
| 2016.3.28 | 2017.3.31 | 石川太郎   | 石川太郎   | 石川太郎   | 菅生翔平     | 荒井美由起 | 林朝子     | 林朝子     | 林朝子            | 尾崎尚之 星野誠 佐藤正則 | 尾崎尚之 星野誠 佐藤正則 | 尾崎尚之 星野誠 佐藤正則 | 尾崎尚之 星野誠 佐藤正則 |
| 2017.4.3  | 2018.3.30 | 石川太郎   | 石川太郎   | 石川太郎   | 菅生翔平     | 荒井美由起 | 荒井美由起 | 林朝子     | 林朝子            | 尾崎尚之 佐藤正則 上原諒 | 尾崎尚之 佐藤正則 上原諒 | 尾崎尚之 佐藤正則 上原諒 | 尾崎尚之 佐藤正則 上原諒 |
| 2018.4.2  | 2018.9.28 | 石川太郎   | 石川太郎   | 石川太郎   | 菅生翔平     | 粟津ちひろ | 粟津ちひろ | 林朝子     | 林朝子            | 尾崎尚之 佐藤正則 上原諒 | 尾崎尚之 佐藤正則 上原諒 | 尾崎尚之 佐藤正則 上原諒 | 尾崎尚之 佐藤正則 上原諒 |
| 2018.10.1 | 2019.3.29 | 石川太郎   | 石川太郎   | 石川太郎   | 菅生翔平     | 粟津ちひろ | 粟津ちひろ | 林朝子     | 林朝子            | 尾崎尚之 佐藤正則 星野誠 | 尾崎尚之 佐藤正則 星野誠 | 尾崎尚之 佐藤正則 星野誠 | 尾崎尚之 佐藤正則 星野誠 |
| 2019.4.1  | 2019.6.28 | 石川太郎   | 石川太郎   | 石川太郎   | 菅生翔平     | 増子華子   | 増子華子   | 林朝子     | 林朝子            | 尾崎尚之 佐藤正則 星野誠 | 尾崎尚之 佐藤正則 星野誠 | 尾崎尚之 佐藤正則 星野誠 | 尾崎尚之 佐藤正則 星野誠 |
| 2019.7.1  | 2019.9.27 | 石川太郎   | 石川太郎   | 石川太郎   | 菅生翔平     | 増子華子   | 増子華子   | 大久保悠   | 大久保悠          | 尾崎尚之 佐藤正則 星野誠 | 尾崎尚之 佐藤正則 星野誠 | 尾崎尚之 佐藤正則 星野誠 | 尾崎尚之 佐藤正則 星野誠 |
| 2019.9.30 | 2020.3.27 | 石川太郎   | 石川太郎   | 菅生翔平   | 菅生翔平     | 増子華子   | 増子華子   | 大久保悠   | 大久保悠          | 尾崎尚之 佐藤正則 星野誠 | 尾崎尚之 佐藤正則 星野誠 | 尾崎尚之 佐藤正則 星野誠 | 尾崎尚之 佐藤正則 星野誠 |
| 2020.3.30 | 2021.4.2  | 菅生翔平   | 菅生翔平   | 後藤舜     | 後藤舜       | 増子華子   | 増子華子   | 大久保悠   | 大久保悠          | 尾崎尚之 星野誠 今野桂吾 | 尾崎尚之 星野誠 今野桂吾 | 尾崎尚之 星野誠 今野桂吾 | 尾崎尚之 星野誠 今野桂吾 |
| 2021.4.5  | 2022.4.1  | 菅生翔平   | 菅生翔平   | 後藤舜     | 後藤舜       | 三浦菜摘   | 三浦菜摘   | 増子華子   | 増子華子          | 尾崎尚之 星野誠 今野桂吾 | 尾崎尚之 星野誠 今野桂吾 | 尾崎尚之 星野誠 今野桂吾 | 尾崎尚之 星野誠 今野桂吾 |
| 2022.4.4  | 2022.7.1  | 後藤舜     | 後藤舜     | 後藤舜     | 後藤舜       | 三浦菜摘   | 三浦菜摘   | 増子華子   | 増子華子          | 佐藤正則 星野誠 今野桂吾 | 佐藤正則 星野誠 今野桂吾 | 佐藤正則 星野誠 今野桂吾 | 佐藤正則 星野誠 今野桂吾 |
| 2022.7.4  | 2023.3.31 | 松尾武     | 後藤舜     | 後藤舜     | 後藤舜       | 増子華子   | 増子華子   | 増子華子   | 熊谷望那          | 佐藤正則 星野誠 今野桂吾 | 佐藤正則 星野誠 今野桂吾 | 佐藤正則 星野誠 今野桂吾 | 佐藤正則 星野誠 今野桂吾 |
| 2023.4.3  | 2024.3.31 | 後藤舜     | 後藤舜     | 後藤舜     | （不在）     | 増子華子   | 熊谷望那   | 熊谷望那   | 熊谷望那 村上晴香 | 星野誠 今野桂吾 伊藤諒   | 星野誠 今野桂吾 伊藤諒   | 星野誠 今野桂吾 伊藤諒   | 星野誠 今野桂吾 伊藤諒   |
| 2024.4.1  | 2024.9.27 | 後藤舜     | 後藤舜     | 後藤舜     | 玉置佑規     | 増子華子   | 増子華子   | 村上晴香   | 村上晴香          | 星野誠 今野桂吾 伊藤諒   | 星野誠 今野桂吾 伊藤諒   | 星野誠 今野桂吾 伊藤諒   | 星野誠 今野桂吾 伊藤諒   |
| 2024.9.30 | 2025.3.28 | 後藤舜     | 後藤舜     | 玉置佑規   | 玉置佑規     | 増子華子   | 増子華子   | 村上晴香   | 村上晴香          | 星野誠 今野桂吾 伊藤諒   | 星野誠 今野桂吾 伊藤諒   | 星野誠 今野桂吾 伊藤諒   | 星野誠 今野桂吾 伊藤諒   |
| 2025.3.31 | 現在      | 後藤舜     | 後藤舜     | 玉置佑規   | 玉置佑規     | 村上晴香   | 村上晴香   | 増子華子   | 増子華子          | 星野誠 今野桂吾 伊藤諒   | 星野誠 今野桂吾 伊藤諒   | 星野誠 今野桂吾 伊藤諒   | 星野誠 今野桂吾 伊藤諒   |

### スポーツコーナー
- 守屋周[7]
- 飯野雅人[5][7]
- 林田悟志（2013年9月 - ）
- 坂寄直希（2023年3月 - ）
- 塩入未央（2024年4月 - ）

#### 過去のスポーツコーナー出演者
- 猪井操子[5]（当時TBCアナウンサー、2010年4月 - 2011年3月）
- 山本義幸[7]（当時TBCアナウンサー、2010年4月 - 2012年3月）
- 袴田彩会（当時TBCアナウンサー、2013年9月 - 2018年3月）
- 鈴木実森（当時TBCアナウンサー、2015年10月 - 2018年3月）
- 佐藤修（当時TBCスポーツ部部長、2011年3月まではアナウンサー職、2010年4月 - 2011年9月、2012年4月 - 2013年9月、2014年4月 - 2020年3月）
- 古野真也（当時TBCアナウンサー、2016年9月 - 2022年3月、2021年4月から2022年3月まで、ひるまでウォッチン!木・金曜MCを担当。）
- 黒田直樹（当時TBCアナウンサー、2016年9月 - 2022年4月）
- 伊藤晋平（当時TBCアナウンサー、2011年6月 - 9月、2012年4月 - 2022年9月）

## 放送時間の変遷
| 期間      | 期間      | 放送時間（JST）                   |
| --------- | --------- | --------------------------------- |
| 2010.3.29 | 2010.9.24 | 月 - 金曜日18:15 - 19:00（45分）  |
| 2010.9.27 | 2012.9.28 | 月 - 金曜日18:15 - 18:55（40分）  |
| 2012.10.1 | 2014.3.28 | 月 - 金曜日16:50 - 18:55（125分） |
| 2014.3.31 | 2014.10.3 | 月 - 金曜日15:48 - 18:55（187分） |
| 2014.10.6 | 2016.9.30 | 月 - 金曜日15:51 - 18:55（184分） |
| 2016.10.3 | 2017.7.28 | 月 - 金曜日15:50 - 18:55（185分） |
| 2017.7.31 | 2020.2.14 | 月 - 金曜日15:49 - 18:55（186分） |
| 2020.2.17 |           | 月 - 金曜日18:15 - 19:00（45分）  |

備考
- 『TBC POWERFUL BASEBALL』放送時は5分短縮となる（2010年9月まで）。
  - 『TBC POWERFUL BASEBALL』が18:15からの放送時は17:10 - 17:50の放送で10分短縮版となる（2012年8月 - 2013年9月）。

## 内容
- その日の県内のニュースの他に毎日特集コーナーを設けている。
  - 特集も2011年4月以降は東日本大震災を扱う比率が高くなった。
  - JNN各局の話題を使える『Jバザール』も特集コーナーで設けていたが、東日本大震災の影響で2011年4月以降は放送されなくなった。
  - 2011年は年間企画『拓く』を放送していたが、3月に発生した東日本大震災発生後は震災関係のニュースが中心となり、以後企画は行うことはなかった。その代わりとして、2011年5月より気仙沼市にあるJNN三陸臨時支局より中継を結んで被災地リポートの長期シリーズを行っている。これはTBS NEWS「ラスト10ミニッツ」（平日の23:45 - 23:55）で全国に放送されている。また、ニュース本編の一部は、TBS NEWS ｢JNN発 列島ニュース｣で放送される。
  - 2012年6月 - 9月までの月曜と金曜に『絆キャラバン』として宮城県内の被災地を結んで生中継で被災地の今を伝えた。2014年4月からは不定期で中継している。
- 県内のスポーツコーナーは主に楽天イーグルスやベガルタ仙台（マイナビベガルタ仙台レディースも含む）、仙台89ersの話題を伝えている。プロ野球シーズン中はイーグルス戦の速報を随時伝える。
- 15:48からの『Nスタ早版』ではニュースを1本伝えた後に『Nスタ』と『Nスタみやぎ』のその日のニュースの主な内容を紹介する。
- 18:47頃に放送する天気予報は明日の宮城県内の天気を私立TBC気象台が発表した独自の予報を出している（2014年3月まではヤン坊マー坊天気予報として放送していた。）。
- 2010年9月までは全国のスポーツニュース（「こちら運動部」）も東京から放送していたが、5分短縮したために2010年10月よりネットは終了,2012年4月より再び放送開始（「ほーりコミッ!」の時差ネット）2014年3月でネット終了。
- 2014年4月より2015年3月まで映像企画『みやぎ水と森の物語』を月1回放送していた。

### 東日本大震災に伴う特別編成
東北放送#東日本大震災による番組編成を参照のこと。

## その他
- 両キャスターが不在の場合は互いに入れ替わりで担当する。

## 関連番組
- TBCニュース
- 河北新報ニュース
- TBCニューストゥデイ（TBCラジオの夕方のニュース番組）
- TBCルポルタージュ（2011年5月より2012年3月までの月1回の番組。東日本大震災関連の番組で石川がメインキャスターをしていた。）
- EVER SPORTS（2011年4月より2013年10月までプロ野球シーズンのみ、平日深夜に放送していたスポーツ番組、Nスタみやぎで放送したスポーツ特集をこの番組でも放送することがあった。）